# Emilio Umanzor
Emilio Umanzor (Olanchito, Yoro, Honduras, 19 de octubre de 1973) es un exfutbolista y actual entrenador hondureño. Actualmente dirige al AFFI Academia de la Liga de Ascenso de Honduras.

## Trayectoria

### Como futbolista
Como futbolista se desempeñó en la posición de defensa y volante y jugó para el Real sociedad de Tocoa Colon, Motagua de la Capital y el Club Deportivo Social Sol de su localidad natal.

### Como Educador e Instructor
Comenzó su etapa educadora en compañía de los legendarios Enrique Grey y Raúl Ortiz impartiendo cursos para el colegio de entrenadores en la zona norte entre los años 2003-2006, 
luego retomó esa faceta en el año 2012, pero el relata que en ese año inicio su transformación como persona, entrenador y educador y es en 2015 que llega al convencimiento de que está preparado para un cambio en su estilo como entrenador, su método de entrenamiento, su método y didáctica de enseñanza y se compromete con una visión formativa del talento y el futbol hondureño.

### Como entrenador
Comenzó su etapa técnica en Social Sol 1999-2000, Real España 2000-2001 el 2002 pasó a ser Asistente Técnico de Selección Mayor de Edwin Pavón, el 2003], siendo asistente técnico del serbio Bora Milutinović en la Selección de Honduras. Emilio Umanzor ascendió al Real Juventud a la Liga Nacional de Honduras en el 2008. Luego pasó a dirigir a las selecciones de Honduras en categorías Sub-17 y Sub-20 y clasificó a ambas a los mundiales de 2009. En junio de 2011 tomó las riendas del Parrillas One de la Liga de Ascenso de Honduras, pero abandonó el club luego que el presidente del club Luis Girón le rescindiera contrato a cuatro jugadores sin su consentimiento previo.
En diciembre de 2012 fue designado entrenador del Deportes Savio, pero fue despedido por mala relación con un dirigente Edwar Mafla (colombiano) quien era socio y malos resultados en marzo de 2013 tras una goleada en contra ante el Motagua. En julio de 2013 pasa a dirigir al Lepaera Fútbol Club llevando a cabo un proyecto de mucho éxito, donde rechazó una oferta por parte del Club Deportivo Águila. El 23 de junio de 2014 fue anunciado como nuevo técnico del Deportivo Malacateco de la Liga Nacional de Guatemala logrando la clasificación a semifinales y eliminado por Suchitepéquez en un arbitraje polémico del árbitro internacional Walter Lopez] logrando ser Campeón de la Copa Mesoamericana en México ganándole 2 x 1 a Jaguares de Chiapas. Actualmente dirige al Club Deportivo Broncos de la ciudad de Choluteca, Honduras perteneciente a la segunda división.

## Clubes

### Como jugador
| Club                             | País     |
| -------------------------------- | -------- |
| Social Sol Real Sociedad Motagua | Honduras |

### Como entrenador
| Club                  | País      | Año           |
| --------------------- | --------- | ------------- |
| Real Juventud         | Honduras  | 2007-2008     |
| Parrillas One         | Honduras  | 2011          |
| Deportes Savio        | Honduras  | 2013          |
| Lepaera               | Honduras  | 2013-2014     |
| Deportivo Malacateco  | Guatemala | 2014-2015     |
| Juticalpa F. C.       | Honduras  | 2015-2016     |
| Parrillas One         | Honduras  | 2016          |
| Boca Juniors de Tocoa | Honduras  | 2016          |
| Deportivo Malacateco  | Guatemala | 2017          |
| AFFI                  | Honduras  | 2019-Presente |

## Selecciones nacionales
| Selección       | País     | Año       |
| --------------- | -------- | --------- |
| Honduras Sub-17 | Honduras | 2008-2011 |
| Honduras Sub-20 | Honduras | 2008-2011 |

## Palmarés

### Como entrenador
| Título                      | Club           | País      | Año           |
| --------------------------- | -------------- | --------- | ------------- |
| Liga de Ascenso de Honduras | Deportes Savio | Honduras  | Apertura 2006 |
| Liga de Ascenso de Honduras | Real Juventud  | Honduras  | Apertura 2007 |
| Liga de Ascenso de Honduras | Real Juventud  | Honduras  | Clausura 2008 |
| Copa Mesoamericana 2015     | Malacateco     | Guatemala | 2015          |